# Copa espanyola d'hoquei sobre patins masculina 2008
La seixanta-cinquena edició de la Copa espanyola d'hoquei patins masculina (en el moment anomenada, Copa del Rei) prengué part al Poliesportiu Les Comes del municipi d'Igualada entre el 28 de febrer i el 2 de març de 2008.
El canal de televisió espanyola La2, el canal Teledeporte i el canal de TV via Internet de la RFEP van emetre els partits del campionat.
El preu d'entrada per als quarts de final fou de 10 euros, i per a la final i semifinals de 20 euros. L'abonament pels quatre dies va costar 40 euros, tot i que l'accés per a menors de 12 anys fou gratuïta. Les entrades es van poder començar a adquirir a partir del dimarts 19 de febrer a través del telèfon 938067342 (de dilluns a divendres de 8 a 15h), o acostant-se a les oficines de l'Igualada Hoquei Club, al Patronat Municipal d'Esports d'Igualada, o al punt de difusió cultural i turística de la ciutat.

## Participants
Els equips classificats com a caps de sèrie tenen un estel daurat al lateral ().
| Equips | Equips                 |
| ------ | ---------------------- |
|        | Alnimar Reus Deportiu  |
|        | Noia Freixenet         |
|        | Proinosa Igualada      |
|        | Cemex Tenerife         |
|        | Barcelona Sorli Discau |
|        | Roncato Vic            |
|        | Liceo Vodafone         |
|        | Viva Hàbitat Blanes    |

## Llegenda
| (p) = Gol de penalti (pro.) = Gol en pròrroga |

## Resultats
Els horaris corresponen a l'hora d'hivern dels Països Catalans (zona horària: UTC+1).
|  | Quarts de final                                | Quarts de final                             |                                             |   | Semifinals | Semifinals |  |  | Final | Final |
|  |                                                |                                             |                                             |   |            |            |  |  |       |       |
|  | 28 de febrer - Igualada Poliesportiu Les Comes |                                             |                                             |   |            |            |  |  |       |       |
|  |                                                |                                             |                                             |   |            |            |  |  |       |       |
|  | Alnimar Reus Deportiu                          | 3                                           |                                             |   |            |            |  |  |       |       |
|  | Alnimar Reus Deportiu                          | 3                                           | 1 de març - Igualada Poliesportiu Les Comes |   |            |            |  |  |       |       |
|  | Cemex Tenerife                                 | 1                                           |                                             |   |            |            |  |  |       |       |
|  | Cemex Tenerife                                 | 1                                           | Alnimar Reus Deportiu                       | 2 |            |            |  |  |       |       |
|  | 28 de febrer - Igualada Poliesportiu Les Comes |                                             | Alnimar Reus Deportiu                       | 2 |            |            |  |  |       |       |
|  |                                                | Roncato Vic                                 | 3                                           |   |            |            |  |  |       |       |
|  | Roncato Vic                                    | Roncato Vic                                 | 3                                           | 3 |            |            |  |  |       |       |
|  | Roncato Vic                                    |                                             | 2 de març - Igualada Poliesportiu Les Comes | 3 |            |            |  |  |       |       |
|  | Proinosa Igualada                              | 1                                           |                                             |   |            |            |  |  |       |       |
|  | Proinosa Igualada                              | 1                                           | Roncato Vic                                 | 2 |            |            |  |  |       |       |
|  | 29 de febrer - Igualada Poliesportiu Les Comes |                                             | Roncato Vic                                 | 2 |            |            |  |  |       |       |
|  |                                                | Noia Freixenet                              | 3                                           |   |            |            |  |  |       |       |
|  | Barcelona Sorli Discau                         | Noia Freixenet                              | 3                                           | 2 |            |            |  |  |       |       |
|  | Barcelona Sorli Discau                         | 1 de març - Igualada Poliesportiu Les Comes |                                             | 2 |            |            |  |  |       |       |
|  | Liceo Vodafone                                 | 3                                           |                                             |   |            |            |  |  |       |       |
|  | Liceo Vodafone                                 | 3                                           | Liceo Vodafone                              | 1 |            |            |  |  |       |       |
|  | 29 de febrer - Igualada Poliesportiu Les Comes |                                             | Liceo Vodafone                              | 1 |            |            |  |  |       |       |
|  |                                                | Noia Freixenet                              | 3                                           |   |            |            |  |  |       |       |
|  | Noia Freixenet                                 | Noia Freixenet                              | 3                                           | 3 |            |            |  |  |       |       |
|  | Noia Freixenet                                 |                                             |                                             | 3 |            |            |  |  |       |       |
|  | Viva Hàbitat Blanes                            | 2                                           |                                             |   |            |            |  |  |       |       |
|  | Viva Hàbitat Blanes                            | 2                                           |                                             |   |            |            |  |  |       |       |

### Quarts de final
| 28 de febrer de 2008 19:00   |     |                |                                                      |
| Alnimar Reus Deportiu        | 3-1 | Cemex Tenerife | Poliesportiu Les Comes Àrbitres: J. Gómez i S. Mayor |
| Caldú 40' García 42' Gil 43' |     | Burgoa 3'      | Poliesportiu Les Comes Àrbitres: J. Gómez i S. Mayor |

| 28 de febrer de 2008 21:00 |     |                   |                                                        |
| Roncato Vic                | 3-1 | Proinosa Igualada | Poliesportiu Les Comes Àrbitres: L. Delfa i A. Garrote |
| Roca 18' Torra 34', 46'    |     | J. Bargalló 23'   | Poliesportiu Les Comes Àrbitres: L. Delfa i A. Garrote |

| 29 de febrer de 2008 19:00 |     |                              |                                                         |
| Barcelona Sorli Discau     | 2-3 | Liceo Vodafone               | Poliesportiu Les Comes Àrbitres: A. Gómez i J.J. Melero |
| Panadero 28' Teixidó 44'   |     | Reinaldo 10', 33' Grasas 34' | Poliesportiu Les Comes Àrbitres: A. Gómez i J.J. Melero |

| 29 de febrer de 2008 21:00     |     |                     |                                                         |
| Noia Freixenet                 | 3-2 | Viva Hàbitat Blanes | Poliesportiu Les Comes Àrbitres: X. Galán i J. Aragonès |
| Cabestany 12', 20', 59' (pro.) |     | Raed 32', 42' (p)   | Poliesportiu Les Comes Àrbitres: X. Galán i J. Aragonès |

### Semifinals
| 1 de març de 2008 18:30 |                  |                                |                                                         |
| Alnimar Reus Deportiu   | 2-2 penals (0-1) | Roncato Vic                    | Poliesportiu Les Comes Àrbitres: J. Vidal i J.J. Prades |
| Gual 26' Caldú 32'      |                  | Roca 1' Bancells 16' Torra (p) | Poliesportiu Les Comes Àrbitres: J. Vidal i J.J. Prades |

| 1 de març de 2008 20:00 |     |                                       |                                                         |
| Liceo Vodafone          | 1-3 | Noia Freixenet                        | Poliesportiu Les Comes Àrbitres:G. Sandoval i J. Molina |
| Alves 36'               |     | Varias 10' (p), 27' (p) Cabestany 22' | Poliesportiu Les Comes Àrbitres:G. Sandoval i J. Molina |

### Final
| 2 de març de 2008 14:30 |                  |                               |                                                          |
| Roncato Vic             | 2-2 penals (0-1) | Noia Freixenet                | Poliesportiu Les Comes Àrbitres: O. Valverde i F. García |
| López 13' Roca 19'      |                  | Varias 23', (p) Cabestany 27' | Poliesportiu Les Comes Àrbitres: O. Valverde i F. García |

| Campió NOIA FREIXENET |

## Màxims golejadors
| Jugador           | Equip                     | Gols |
| ----------------- | ------------------------- | ---- |
| Guillem Cabestany | Noia Freixenet            | 5    |
| Pere Varias       | Noia Freixenet            | 4    |
| "Titi" Roca       | Roncato Vic               | 3    |
| Marc Torra        | Roncato Vic               | 3    |
| Osvaldo Raed      | Viva Hàbitat Blanes       | 2    |
| Reinaldo García   | Liceo Vodafone            | 2    |
| Xavier Caldú      | Alnimar Reus Deportiu     | 2    |
| Sergi Panadero    | FC Barcelona Sorli Discau | 1    |
| Lluís Teixidó     | FC Barcelona Sorli Discau | 1    |
| Jordi Bargalló    | Proinosa Igualada         | 1    |
| Pedro Alves       | Liceo Vodafone            | 1    |
| Joan Manel Grasas | Liceo Vodafone            | 1    |
| Jordi García      | Alnimar Reus Deportiu     | 1    |
| Pedro Gil         | Alnimar Reus Deportiu     | 1    |
| Marc Gual         | Alnimar Reus Deportiu     | 1    |
| Sergio Burgoa     | Cemex Tenerife            | 1    |
| Romà Bancells     | Roncato Vic               | 1    |
| Borja López       | Roncato Vic               | 1    |

## Premis
- Màxim golejador: Guillem Cabestany (Noia Freixenet)
- Millor jugador: Guillem Cabestany (Noia Freixenet) i Pere Varias (Noia Freixenet)